# Premis Cóndor de Plata 2003
La 51a edició dels Premis Cóndor de Plata 2003, concedits per l'Asociación de Cronistas Cinematográficos de la Argentina, va tenir lloc el 21 de juliol de l'any 2003 a Espacio Incaa Km 0 Cine Gaumont de Buenos Aires, on es va reconèixer a les millors pel·lícules argentines estrenades durant l'any 2002. Fou retransmesa en directe per Canal 7.
Les nominacions van ser anunciades el dilluns 27 de desembre de 2002 en una cerimònia que es va realitzar en el Brindis de Cap d'any del Museu del Cinema.

## Guanyadors i nominats
| Millor pel·lícula | Millor director |
| --- | --- |
| - Historias mínimas — Carlos Sorín - Bolivia — Adrián Caetano - El bonaerense — Pablo Trapero - Lugares comunes — Adolfo Aristarain - Un oso rojo — Adrián Caetano                                  | - Carlos Sorín — Historias mínimas - Adolfo Aristarain — Lugares comunes - Adrián Caetano — Un oso rojo - Paula Hernández — Herencia - Pablo Trapero — El bonaerense                                                               |
| Millor actriu | Millor actor |
| - Rita Cortese — Herencia - Dolores Fonzi — Caja negra - Mercedes Sampietro — Lugares comunes - Soledad Villamil — Un oso rojo - Valentina Bassi — Un día de suerte                                 | - Julio Chávez — Un oso rojo - Federico Luppi — Lugares comunes - Héctor Alterio — Corazón de fuego - Pepe Soriano — Corazón de fuego - Ricardo Darín — Kamchatka                                                                  |
| Millor actriu de repartiment | Millor actor de repartiment |
| - Julieta Díaz — Herencia - Chunchuna Villafañe — Vidas privadas - Henny Trayles — Samy y yo - Lola Berthet — Un día de suerte - Mimí Ardú — El bonaerense                                          | - Enrique Liporace — Bolivia - Claudio Rissi — Lugares comunes - Javier Lombardo — Historias mínimas - José Palomino Cortez — El descanso - Martín Adjemián — Herencia                                                             |
| Millor Revelació Femenina | Millor Revelació Masculina |
| - Mimí Ardú — El bonaerense - Agostina Lage — Un oso rojo - Javiera Bravo — Historias mínimas - Julia Solomonoff — Historias mínimas - Karina Dali — No sabe, no contesta                           | - Antonio De Benedictis — Historias mínimas - Eduardo Couget — Caja negra - Freddy Flores — Bolivia - Jorge Román — El bonaerense - René Lavnad — Un oso rojo                                                                      |
| Millor guió original | Millor guió adaptat |
| - Pablo Solarz — Historias mínimas - Adrián Caetano i Graciela Speranza — Un oso rojo - Marcelo Figueras i Marcelo Piñeyro — Kamchatka - Pablo Trapero — El bonaerense - Paula Hernández — Herencia | - Adrián Caetano — Bolivia - Adolfo Aristarain i Kethy Saavedra — Lugares comunes - Carlos Polimeni, Daniel Ritto i Jorge Coscia — Luca vive - Leonardo Ricagni i Mauricio Rosenkoff — El chevrolé - Pedro Orgambide — Temporal    |
| Millor opera prima | Millor videofilm |
| - Herencia — Paula Hernández - Caja negra — Luis Ortega - El descanso — Rodrigo Moreno, Ulises Rosell y Andrés Tambornino - Mercano el marciano — Juan Antín - Un día de suerte — Sandra Gugliotta  | - Balnearios — Mariano Llinás - Cortázar: apuntes para un documental — Eduardo Montes Bradley - Los malditos caminos — Luis Barone - Matanza — Nicolás Batlle, Rubén Delgado i Emiliano Penelas - Peluca y Marisita — Raúl Perrone |
| Millor Fotografia | Millor Muntatge |
| - Hugo Colace — Historias mínimas - Alfredo Mayo — Kamchatka - Guillermo Nieto — El bonaerense - Julián Apezteguía — Bolivia - Willy Behnisch — Un oso rojo                                         | - Nicolás Goldbart — El bonaerense - Lucas Scavbino y Santiago Ricci — Bolivia y Un oso rojo - Mohamed Rajid — Historias mínimas - Rosario Suárez — Herencia                                                                       |
| Millor so | Millor música original |
| - Carlos Abbate y José Luis Díaz — Historias mínimas y Kamchatka - Catriel Vildisola — El bonaerense - Marcos de Aguirre — Un oso rojo - Omar Jadur y David Mantecón — Herencia                     | - Nicolás Sorín — Historias mínimas - Diego Grimblat — Un oso rojo - Hugo Jasa — Corazón de fuego - Leonardo Fresco — Mercano el marciano - Mauro Lázaro — Luca vive                                                               |
| Millor pel·lícula d’animació | Millor pel·lícula estrangera |
| - Mercano, el marciano — Juan Antín - Dibu 3 — Raúl Rodríguez Peila - Micaela, una aventura mágica — Rosanna Manfredi                                                                               | - Hable con ella — Pedro Almodóvar - Le fabuleux destin d'Amélie Poulain — Jean-Pierre Jeunet - The Man Who Wasn't There — Joel i Ethan Coen - Ničija zemlja — Danis Tanović - La stanza del figlio — Nanni Moretti                |
| Millor direcció artística | |
| - Margarita Jusid — Historias mínimas - Abel Facello — Lugares comunes - Graciela Oderigo — Un oso rojo - Jorge Ferrari — Kamchatka - Sebastián Roses — El bonaerense                               | |

## Premis i nominacions múltiples
| Pel·lícula          | Nominacions |
| ------------------- | ----------- |
| Historias mínimas   | 13          |
| Un Oso rojo         | 13          |
| El bonaerense       | 10          |
| Herencia            | 8           |
| Lugares comunes     | 7           |
| Bolivia             | 6           |
| Kamchatka           | 5           |
| Caja negra          | 3           |
| Corazón de fuego    | 3           |
| Mercano el marciano | 3           |
| Un día de suerte    | 3           |
| El descanso         | 2           |
| Luca vive           | 2           |

| Pel·lícula        | Premis |
| ----------------- | ------ |
| Historias mínimas | 8      |
| Herencia          | 3      |
| Bolivia           | 2      |
| El bonaerense     | 2      |

## Premis Honorífics
Durant la cerimònia es van lliurar també guardons a la trajectòria a:
- Elsa Daniel
- Susana Freyre
- María Vaner
- Duilio Marzio
- Vicente Vigo